# جولي الزهرة البرية
جولي الزهرة البرية مسلسل أنمي يحكي قصة فتاة تدعى جولي براون عمرها 12 سنة فقدت والديها  بعد الحرب العالمية الأولى في غارة جوية وأصبحت تعيش عند عمها الذي يعمل في مصنع للزجاج وتحدث لها مغامرات ومواقف عديدة .

## روابط خارجية
- جولي الزهرة البرية على موقع IMDb (الإنجليزية)
- جولي الزهرة البرية على موقع كينوبويسك (الروسية)
- جولي الزهرة البرية على موقع قاعدة بيانات الفيلم (الإنجليزية)
- جولي الزهرة البرية على موقع ANN anime (الإنجليزية)